# Джексон, Джастин (баскетболист, 1995)
Джастин Аарон Джексон (англ. Justin Aaron Jackson; родился 28 марта 1995 года в Хьюстоне, штат Техас, США) — американский профессиональный баскетболист, в последнее время выступавший за команду НБА «Миннесота Тимбервулвз». На студенческом уровне играл за «Северную Каролину».

## Профессиональная карьера

### Сакраменто Кингз (2017—2019)
13 апреля 2017 года стало известно, что игрок выставит свою кандидатуру на драфте НБА.
22 июня 2017 года Джастин Джексон был выбран на драфте НБА в первом раунде под общим пятнадцатым номером командой «Портленд Трэйл Блэйзерс» и обменян в «Сакраменто Кингз».
8 июля 2017 года Джастин Джексон подписал контракт с «Сакраменто».

### Даллас Маверикс (2019—2020)
6 февраля 2019 года был обменян в «Даллас Маверикс» на Харрисона Барнса.
24 сентября «Маверикс» активировали опцию продления контракта Джексона на 5 миллионов долларов на сезон 2020/21.

### Оклахома-Сити Тандер (2020—2021)
27 ноября 2020 года Джексон, Тревор Ариза, выбор второго раунда драфта 2023 года (от «Далласа» или «Майами») и выбор второго раунда драфта 2026 года были обменяны в «Оклахома-Сити Тандер» в рамках сделки с «Детройт Пистонс». 5 апреля 2021 года он был отчислен «Тандер» после 33 выходов на площадку.

### Милуоки Бакс (2021)
21 апреля 2021 года Джексон подписал двусторонний контракт с «Милуоки Бакс».
20 июля 2021 года он стал чемпионом НБА в составе «Бакс», сыграв 5 игр в плей-офф НБА и набирая в среднем 1,2 очка за игру.
1 августа 2021 года «Бакс» отказались предоставить Джексону квалификационное предложение на сумму 1,8 млн долларов, что сделало его неограниченно свободным агентом.

### Техас Лэджендс (2021)
15 октября 2021 года Джексон вернулся в команду «Даллас Маверикс», но через день был отчислен.
23 октября 2021 года он подписал контракт с командой «Техас Лэджендс» из Джи-Лиги НБА, где сыграл 10 игр и набирал в среднем 22,7 очка, 7,7 подбора и 2,9 передачи за игру.

### Бостон Селтикс (2021)
18 декабря 2021 года Джексон подписал 10-дневный контракт с «Бостон Селтикс».

### Финикс Санз (2022)
29 декабря 2021 года Джексон вновь вернулся в «Техас Лэджендс» после истечения его 10-дневного контракта. Однако он не сыграл ни одной игры за команду до того, как «Лэджендс» снова начали играть.
5 января 2022 года Джексон подписал 10-дневный контракт с командой «Финикс Санз». В течение трех игр за «Санз», он набирал в среднем 4,3 очка и 2,0 подбора за 7,7 минут за игру.

### Возвращение в Лэджендс (2022)
После истечения 10-дневного контракта Джексон вернулся в «Техас Лэджендс».

### Возвращение в Санз (2022)
1 февраля 2022 года Джексон подписал второй 10-дневный контракт с «Финикс Санз». Джексон был отчислен 10 февраля 2022 года.

### Третье пребывание в составе Лэджендс (2022)
12 февраля 2022 года Джексон вновь перешел в «Техас Лэджендс».

### Второй период в Селтикс (2022—2023)
15 октября 2022 года Джексон был включен в итоговый состав «Селтикс» на сезон 2022/23 после яркого выступления в Летней лиге.
9 февраля 2023 года Джастин Джексон и два будущих выбора второго раунда драфта был обменян в «Оклахому-Сити Тандер» на Майка Мускалу. На следующий день Джексон был отчислен «Тандер».

### Четвёртое пребывание в составе Лэджендс / Миннесота Тимбервулвз (2023—2024)
24 февраля 2023 года «Техас Лэджендс» объявил о том, что вновь приобрел Джексона. Джексон выбрал номер «44». 22 февраля 2024 года он подписал десятидневный контракт с клубом «Миннесота Тимбервулвз». 3 марта он вернулся в «Лэджендс».

## Статистика

### Статистика в НБА
| Сезон                                                                                    | Команда       | Регулярный сезон | Регулярный сезон | Регулярный сезон | Регулярный сезон | Регулярный сезон | Регулярный сезон | Регулярный сезон | Регулярный сезон | Регулярный сезон | Регулярный сезон | Регулярный сезон | Серия плей-офф | Серия плей-офф | Серия плей-офф | Серия плей-офф | Серия плей-офф | Серия плей-офф | Серия плей-офф | Серия плей-офф | Серия плей-офф | Серия плей-офф | Серия плей-офф |
| Сезон                                                                                    | Команда       | GP               | GS               | MPG              | FG%              | 3P%              | FT%              | RPG              | APG              | SPG              | BPG              | PPG              | GP             | GS             | MPG            | FG%            | 3P%            | FT%            | RPG            | APG            | SPG            | BPG            | PPG            |
| ---------------------------------------------------------------------------------------- | ------------- | ---------------- | ---------------- | ---------------- | ---------------- | ---------------- | ---------------- | ---------------- | ---------------- | ---------------- | ---------------- | ---------------- | -------------- | -------------- | -------------- | -------------- | -------------- | -------------- | -------------- | -------------- | -------------- | -------------- | -------------- |
| 2017/18                                                                                  | Сакраменто    | 68               | 41               | 22,2             | 44,2             | 30,8             | 72,2             | 2,8              | 1,1              | 0,4              | 0,2              | 6,7              | Не участвовал  | Не участвовал  | Не участвовал  | Не участвовал  | Не участвовал  | Не участвовал  | Не участвовал  | Не участвовал  | Не участвовал  | Не участвовал  | Не участвовал  |
| 2018/19                                                                                  | Сакраменто    | 52               | 3                | 20,8             | 42,4             | 34,6             | 82,0             | 2,8              | 1,3              | 0,4              | 0,3              | 6,7              | Не участвовал  | Не участвовал  | Не участвовал  | Не участвовал  | Не участвовал  | Не участвовал  | Не участвовал  | Не участвовал  | Не участвовал  | Не участвовал  | Не участвовал  |
| 2018/19                                                                                  | Даллас        | 29               | 11               | 18,3             | 48,4             | 37,2             | 72,4             | 2,3              | 1,0              | 0,3              | 0,0              | 8,2              | Не участвовал  | Не участвовал  | Не участвовал  | Не участвовал  | Не участвовал  | Не участвовал  | Не участвовал  | Не участвовал  | Не участвовал  | Не участвовал  | Не участвовал  |
| 2019/20                                                                                  | Даллас        | 65               | 3                | 16,1             | 39,6             | 29,4             | 84,0             | 2,4              | 0,8              | 0,2              | 0,2              | 5,5              | 3              | 0              | 5,3            | 16,7           | 0,0            | 50,0           | 1,0            | 0,0            | 0,0            | 0,0            | 1,3            |
| 2020/21                                                                                  | Оклахома-Сити | 33               | 3                | 16,5             | 40,6             | 30,6             | 85,7             | 2,2              | 1,5              | 0,5              | 0,1              | 7,2              | Не участвовал  | Не участвовал  | Не участвовал  | Не участвовал  | Не участвовал  | Не участвовал  | Не участвовал  | Не участвовал  | Не участвовал  | Не участвовал  | Не участвовал  |
| 2020/21                                                                                  | Милуоки       | 1                | 0                | 32,6             | 33,3             | 33,3             | 50,0             | 6,0              | 1,0              | 0,0              | 0,0              | 9,0              | 5              | 0              | 3,0            | 60,0           | 0,0            | -              | 0,4            | 0,2            | 0,2            | 0,0            | 1,2            |
| 2021/22                                                                                  | Бостон        | 1                | 0                | 2,0              | 0,0              | -                | 100,0            | 0,0              | 0,0              | 0,0              | 0,0              | 2,0              | Не участвовал  | Не участвовал  | Не участвовал  | Не участвовал  | Не участвовал  | Не участвовал  | Не участвовал  | Не участвовал  | Не участвовал  | Не участвовал  | Не участвовал  |
| 2021/22                                                                                  | Финикс        | 6                | 0                | 5,8              | 35,7             | 33,3             | -                | 1,2              | 0,3              | 0,0              | 0,0              | 2,2              | Не участвовал  | Не участвовал  | Не участвовал  | Не участвовал  | Не участвовал  | Не участвовал  | Не участвовал  | Не участвовал  | Не участвовал  | Не участвовал  | Не участвовал  |
| 2022/23                                                                                  | Бостон        | 23               | 0                | 4,7              | 25,9             | 25,0             | 50,0             | 0,7              | 0,4              | 0,2              | 0,2              | 0,9              | Не участвовал  | Не участвовал  | Не участвовал  | Не участвовал  | Не участвовал  | Не участвовал  | Не участвовал  | Не участвовал  | Не участвовал  | Не участвовал  | Не участвовал  |
| 2023/24                                                                                  | Миннесота     | 2                | 0                | 0,4              | -                | -                | -                | 0,0              | 0,0              | 0,0              | 0,0              | 0,0              | Не участвовал  | Не участвовал  | Не участвовал  | Не участвовал  | Не участвовал  | Не участвовал  | Не участвовал  | Не участвовал  | Не участвовал  | Не участвовал  | Не участвовал  |
|                                                                                          | Всего         | 280              | 61               | 17,4             | 42,3             | 31,9             | 79,6             | 2,3              | 1,0              | 0,3              | 0,2              | 6,0              | 8              | 0              | 3,8            | 36,4           | 0,0            | 50,0           | 0,6            | 0,1            | 0,1            | 0,0            | 1,3            |
| Наведите курсор мыши на аббревиатуры в заголовке таблицы, чтобы прочесть их расшифровку. |               |                  |                  |                  |                  |                  |                  |                  |                  |                  |                  |                  |                |                |                |                |                |                |                |                |                |                |                |

### Статистика в Джи-Лиге
| Сезон                                                                                    | Команда        | Регулярный сезон | Регулярный сезон | Регулярный сезон | Регулярный сезон | Регулярный сезон | Регулярный сезон | Регулярный сезон | Регулярный сезон | Регулярный сезон | Регулярный сезон | Регулярный сезон | Серия плей-офф | Серия плей-офф | Серия плей-офф | Серия плей-офф | Серия плей-офф | Серия плей-офф | Серия плей-офф | Серия плей-офф | Серия плей-офф | Серия плей-офф | Серия плей-офф |
| Сезон                                                                                    | Команда        | GP               | GS               | MPG              | FG%              | 3P%              | FT%              | RPG              | APG              | SPG              | BPG              | PPG              | GP             | GS             | MPG            | FG%            | 3P%            | FT%            | RPG            | APG            | SPG            | BPG            | PPG            |
| ---------------------------------------------------------------------------------------- | -------------- | ---------------- | ---------------- | ---------------- | ---------------- | ---------------- | ---------------- | ---------------- | ---------------- | ---------------- | ---------------- | ---------------- | -------------- | -------------- | -------------- | -------------- | -------------- | -------------- | -------------- | -------------- | -------------- | -------------- | -------------- |
| 2017/18                                                                                  | Рино Бигхорнс  | 6                | 6                | 34,1             | 42,6             | 35,7             | 100,0            | 6,2              | 2,2              | 1,3              | 0,2              | 17,8             | Не участвовал  | Не участвовал  | Не участвовал  | Не участвовал  | Не участвовал  | Не участвовал  | Не участвовал  | Не участвовал  | Не участвовал  | Не участвовал  | Не участвовал  |
| 2021/22                                                                                  | Техас Лэджендс | 38               | 37               | 36,2             | 42,8             | 37,7             | 86,1             | 6,9              | 3,2              | 1,1              | 0,3              | 22,3             | Не участвовал  | Не участвовал  | Не участвовал  | Не участвовал  | Не участвовал  | Не участвовал  | Не участвовал  | Не участвовал  | Не участвовал  | Не участвовал  | Не участвовал  |
| 2022/23                                                                                  | Техас Лэджендс | 14               | 14               | 36,1             | 44,2             | 42,2             | 62,1             | 6,4              | 3,0              | 0,9              | 0,6              | 21,1             | Не участвовал  | Не участвовал  | Не участвовал  | Не участвовал  | Не участвовал  | Не участвовал  | Не участвовал  | Не участвовал  | Не участвовал  | Не участвовал  | Не участвовал  |
| 2023/24                                                                                  | Техас Лэджендс | 44               | 41               | 34,8             | 46,6             | 40,6             | 87,0             | 5,4              | 3,1              | 0,7              | 0,4              | 19,9             | Не участвовал  | Не участвовал  | Не участвовал  | Не участвовал  | Не участвовал  | Не участвовал  | Не участвовал  | Не участвовал  | Не участвовал  | Не участвовал  | Не участвовал  |
|                                                                                          | Всего          | 102              | 98               | 35,5             | 44,5             | 39,6             | 84,5             | 6,2              | 3,1              | 0,9              | 0,4              | 20,8             | Не участвовал  | Не участвовал  | Не участвовал  | Не участвовал  | Не участвовал  | Не участвовал  | Не участвовал  | Не участвовал  | Не участвовал  | Не участвовал  | Не участвовал  |
| Наведите курсор мыши на аббревиатуры в заголовке таблицы, чтобы прочесть их расшифровку. |                |                  |                  |                  |                  |                  |                  |                  |                  |                  |                  |                  |                |                |                |                |                |                |                |                |                |                |                |

### Статистика в NCAA
| Сезон | Команда           | Conf  | Class | GP  | GS  | MPG  | FG%  | 3P%  | FT%  | RPG | APG | SPG | BPG | PPG  |
| --- | ----------------- | ----- | ----- | --- | --- | ---- | ---- | ---- | ---- | --- | --- | --- | --- | ---- |
| 2014/15 | Северная Каролина | ACC   | FR    | 38  | 37  | 26,7 | 47,7 | 30,4 | 71,0 | 3,7 | 2,3 | 0,5 | 0,5 | 10,7 |
| 2015/16 | Северная Каролина | ACC   | SO    | 40  | 38  | 28,4 | 46,6 | 29,2 | 66,7 | 3,9 | 2,8 | 0,6 | 0,4 | 12,2 |
| 2016/17 | Северная Каролина | ACC   | JR    | 40  | 39  | 32,0 | 44,3 | 37,0 | 74,8 | 4,7 | 2,8 | 0,8 | 0,2 | 18,3 |
| Всего | Всего             | Всего | Всего | 118 | 114 | 29,1 | 45,9 | 33,9 | 71,3 | 4,1 | 2,7 | 0,6 | 0,4 | 13,8 |
| Наведите курсор мыши на аббревиатуры в заголовке таблицы, чтобы прочесть их расшифровку Статистика приведена с сайта sports-reference.com |                   |       |       |     |     |      |      |      |      |     |     |     |     |      |